# Піо з П'єтрельчини
Отець Пі́о з П'єтрельчи́ни (італ. Padre Pio da Pietrelcina, світське ім'я: Франче́ско Форджо́не, 25 травня 1887, П'єтрельчина, Італія — 23 вересня 1968, Сан-Джованні-Ротондо) — італійський священник, стигматик, благодійний діяч та чернець ордену капуцинів. Католицький святий, канонізований 16 червня 2002 року папою Іваном Павлом II.

## Життєпис
Франческо Форджоне народився 25 травня 1887 року в П'єтрельчині (Італія) в дієцезії Беневенто. Батьки — Марія Джузеппа (до шлюбу де Нунціо) і Граціо були небагатими, але ревно віруючими людьми. В родині зростало ще семеро дітей.
У віці 5 років Франческо захворів на туберкульоз, від якого повністю зцілився, після цього мав видіння ангелів, Ісуса і Діви Марії. З ранніх років мріяв про монаше та священницьке життя. Для того щоб дати синові необхідну освіту, батько, Граціо Форджоне їздив на заробітки до США.
До Ордену братів менших капуцинів вступив 6 січня 1903 року кандидатом у пресвітери. Висвячений 10 серпня 1910 року в соборі міста Беневенто. 28 липня 1916 року прибув до монастиря Сан Джованні Ротондо, на пагорбах Гаргано, де, за винятком невеликих перерв, перебував аж до дня смерті, тобто до 23 вересня 1968 року. В п'ятницю, 20 вересня 1918 року, в чернечому хорі старої церкви під час молитви перед Розіп'ятим Ісусом отримав стигмати, які залишалися відкритими і кровоточивими впродовж п'ятдесяти років.
Меси, які відправляв отець Піо, тривали по декілька годин, при цьому священник перебував в особливому містичному екстазі.
Отця Піо називали «в'язнем сповідальниці». Його день починався о 2.30 і тривав 19 годин, він споживав дуже мало їжі, приблизно 200—300 кКал за день, не мав вихідних, майже не покидав монастир. Мав дари пророцтва, ясновидіння («читав серця»), білокації, зцілення хворих.
У 1968 році доктор Луїджі Гаспарі записав зі слів о. Піо твір «Щоденник любові».
Стигмати безслідно зникли з тіла о. Піо за кілька годин до його смерті.

## Падре Піо та Ватикан
Майже все своє монаше і священницьке життя о. Піо мав певні проблеми з сприйняттям своєї діяльності серед інших священників, а також у Ватикані. Сучасні дослідження архівних документів доводять, що постійні сумніви та розслідування Святої Палати були викликані доносами на о. Піо та побоюваннями, що вірні впадають в ідолопоклонство — відношення до священника інколи набувало фанатичного і навіть істеричного характеру.
2 червня 1922 Свята Палата Ватикану заборонила о. Піо уділяти благословення, листуватися, демонструвати стигмати, він мав служити Меси приватно, без участі вірних.
У 1923 році католицька церква не підтвердила надприродного походження стигматів отця.
У 1931 році він отримав заборону виконувати священницькі функції, яка тривала до 1933 року.
Одним з головних критиків о. Піо був францисканський монах о. Джемеллі, який пояснював виникнення стигматів самонавіюванням або самокаліцтвом і навіть називав їх «диявольськими діяннями». Інший священник, який досліджував цю справу, о. Жозеф Лем'юз підтвердив надприродне походження стигматів і позитивно оцінив діяльність о. Піо. Єпископ Карло Россі проводить 24 опитування і 16 зустрічей з отцем, після цього складає рапорт для Ватикану, в якому висловлює дуже обережні припущення щодо стигматів або надзвичайно високої температури тіла священника. Конгрегація з питань віри не засуджувала о. Піо, але явно і не визнала надприродні та містичні явища.
Твердження, що о. Піо був противником Другого Ватиканського собору, не відповідає дійсності.

## Благочинна діяльність Отця Піо

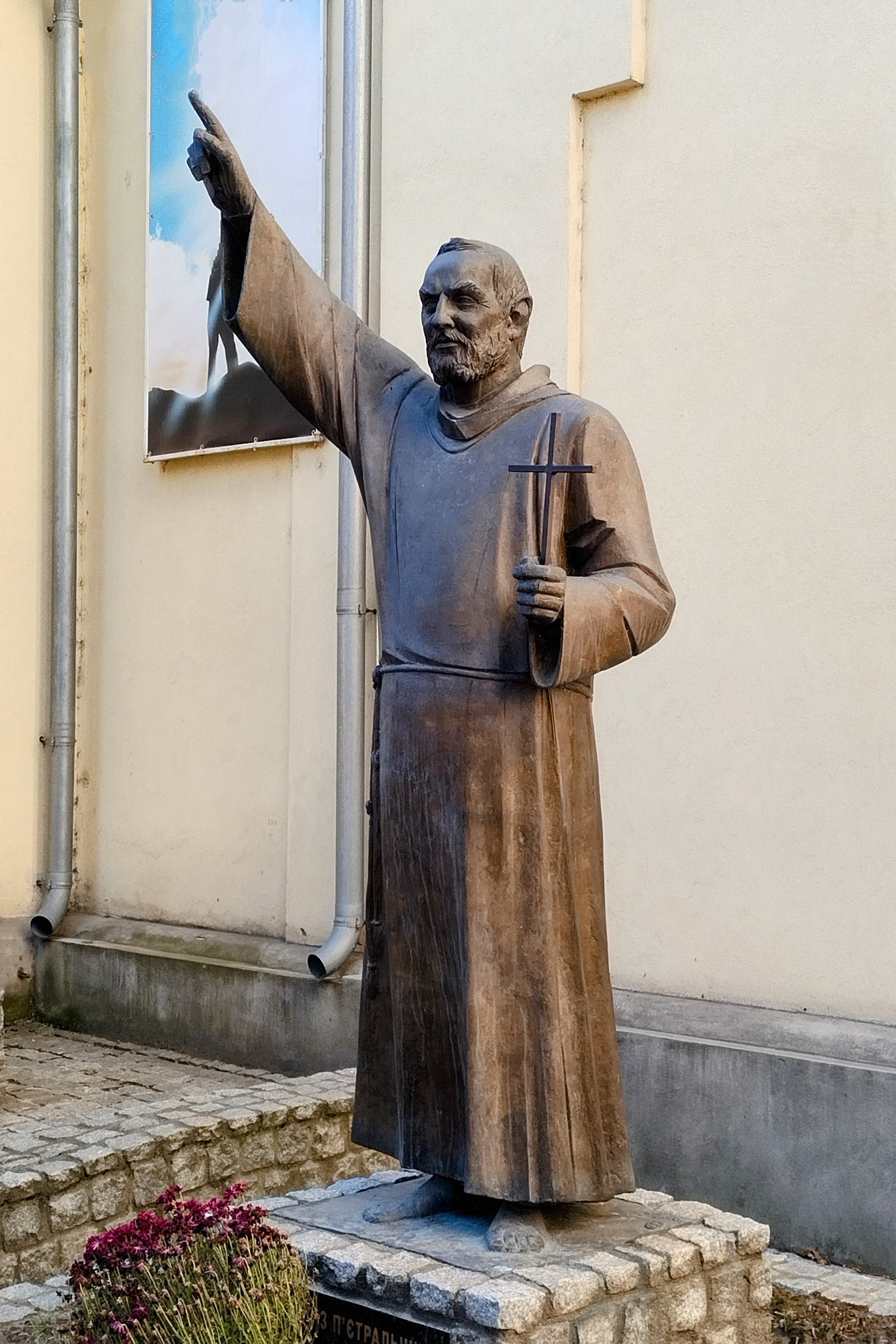
Пам'ятник Святому Піо з П'єтрельчини біля костелу у Дніпрі

Отець Піо організував групи молитви, його стараннями була побудована сучасна лікарня, якій він дав назву «Дім полегшення в стражданнях». Монах розпочав втілення своїх ідей стосовно лікарні у 1925 році, підтримуючи зародження у селищі справжньої невеличкої лікарні, розміщеної у колишньому монастирі кларисок, яка носила ім'я «Лікарня святого Франциска». У лікарні було кілька ліжок і навіть операційний зал, але установа мала коротке життя через відсутність зацікавлення осіб, від яких залежала її діяльність: поступово почала занепадати, а землетрус 1938 року призвів до її остаточного закриття.
На той час Отець Піо уже працював над ідеєю набагато ширшою і міцнішою, яку він плекав із самого початку свого служіння, покладаючись на людей, які йому повністю довіряли і яким довіряв він сам: у них він бачив повну матеріальну незацікавленість, а також вірність духовних дітей. У них був намір робити саме те, що бажав робити він, без переслідування особистих цілей: вони знали про його давню мрію, з якої Отець Піо не робив таємниці — і зимовими вечорами наприкінці 1939 року почалось обговорювання цього питання. Нарешті 9 січня 1940 року було прийнято рішення про створення комітету для втілення цієї ідеї в життя: це сталося у невеличкому будинку, розташованому на тій же вулиці, що й монастир. Будівлю було зведено у спілці з двома вірними духовними синами Отця Піо: Ґульгельмо Санґуінетті, лікарем з Муджелло, і Маріо Санвіко, підприємцем з Умбрії. З ними співпрацював Карло Кісвардей із Дзари, який саме у той час будував для себе віллу недалеко від монастиря.
У 2010-20х роках лікарня «Дім полегшення страждань» є 9-ти поверховою будівлею сучасної кліники на 900 місць і 6-ти поверховою поліклінікою, де пацієнтів лікують не тільки медичними засобами, але й молитвою.

## Щоденник любові
У 1968 році, відчуваючи свій скорий перехід до вічності, о. Піо доручив своєму секретарю д-ру Луїджі Гаспарі записати з його слів твір, який отримав назву «Щоденник любові». Щоденник охоплює невеликий період у квітні 1968 року, в тому числі Страсний Тиждень та свято Пасхи.
Це невелике есе у вигляді монолога Бога, зверненого до людини, роздумів о. Піо та цитат з Святого Письма. Бог запевняє нас в своїй безмежній Любові, яка є єдиним справжнім джерелом сили, радості і щастя для кожного, на відміну від проминаючих бажань, безладних думок та безкінечних турбот і страхів. Задля отримання істинної радості і спасіння, Бог просить людину повністю довіритися Йому, визволитися від пристрастей та страхів, які постійно нав'язуються світом, самому стати провідником Божої любові через маленькі добрі справи для інших людей, через намір передати Любов тим, хто ще не пізнав або не хоче її пізнати, а в результаті отримати мир, щастя, спокій.
|  | Для вас нема нічого неможливого, тому що зі Мною все можливе. Я сам належу вам, Я - ваша власність, отже, все, що належить Мені, належить і вам. Так чому ви турбуєтесь? Усе, що маю Я, маєте і ви, вам досить лиш захотіти цього.Про що я вас прошу? Прошу вірити Мені, звертатись до Мене з просьбами, довіритись і віддатись Мені. |

Бог закликає людей до взаємної любові та єдності, називаючи розділення нещастям. Людство, яке є зв'язаним в один невидимий вузол, може спастися лише об'єднавшись. Любов, яка живе в серці окремої людини, об'єднує все людство в Серці Бога.
|  | Ви усі знайдете життя лише тоді, коли станете єдиними в любові |

## Беатифікація та канонізація
Папа Іван Павло II 2 травня 1999 року зачислив Отця Піо до лику блаженних, а 16 червня 2002 року — до лику святих. Святий Отець Піо залишив гідне наслідування свідчення любові до Господніх страстей і Євхаристії, вірним і покірним слугою якої він був. Прославився як чудовий керівник душ. Через його витривале служіння в сповідальниці Бог виявив сучасному світові красу своїх діл милосердя.

## Вшанування
На його честь названі церкви в Італії, Польщі, Філіппінах.Один з найшанованіших святих. Тільки в Італії існує 2300 молитовних груп, заснованих о. Піо. В Україні є Костел святого отця Піо з П'єтрельчини у місті Запоріжжя.
У 2018 році Ватикан випустив пам'ятну монету на честь 50-річчя з дня смерті о. Піо.
У 2000 році на італійському телебаченні вийшов двосерійний телефільм «Отець Піо» режисера Карло Карлеі з Серджо Кастеллітто у головній ролі.
У 2022 році режисер Абель Феррара зняв художній фільм «Отець Піо», в якому головну роль зіграв актор Шая Лабаф.

## Цікаві факти
У 1947 році Сан-Джованні-ді-Ротондо з метою сповіді у о. Піо відвідав молодий священник Кароль Войтила, майбутній папа Іван-Павло ІІ.
о. Піо не читав газет та не слухав радіо.
Незважаючи на постійну кровотечу з стигматів, рівень гемоглобіну в крові о. Піо не знижувався, а рани не інфікувалися і мали приємний запах.
Щоб побачити о. Піо, за життя до нього загалом приїхало близько 2 млн паломників.